# Auto de los Reyes Magos (Sangüesa)
El Auto de los Reyes Magos de Sangüesa, de forma oficial Auto de los Reyes Magos/El Misterio de Reyes, es una  fiesta de interés turístico desde 2012 celebrada en la localidad navarra de Sangüesa.

## Características
Cada 6 de enero desde 1967 se representa a partir de las 11:30 horas, un teatro escenificado al aire libre, escrito en verso en el año 1900 por D. José de Legarda para los auroros de la localidad navarra de Sangüesa.